# Joven y bonita
Joven y bonita (título original en francés: Jeune & Jolie) es una película dramática y erótica francesa de 2013 dirigida por François Ozon y producida por los hermanos Eric y Nicolás Altmayer. La película está protagonizada por Marine Vacth en el papel principal de Isabelle, una prostituta adolescente, y cuenta con las actuaciones de Johan Leysen, Géraldine Pailhas, Frédéric Pierrot y Charlotte Ramplin. La película fue nominada a la Palma de Oro en el Festival Internacional de Cine de Cannes de 2013 y recibió elogios de los críticos de cine. Se proyectó en el Festival Internacional de Cine de Toronto de 2013.

## Sinopsis
Durante unas vacaciones de verano con su familia en el sur de Francia, Isabelle (Marine Vacth), de 17 años, decide perder su virginidad con un lindo chico alemán llamado Félix (Lucas Priso). La experiencia la deja insatisfecha. Para el otoño, ella trabaja como prostituta de lujo en hoteles de clase alta bajo el nombre de Lea. Entre los clientes de Isabelle se encuentra un hombre de 63 años llamado Georges (Johan Leysen), a quien le gusta. Muere de un infarto mientras tienen sexo con Isabelle, ella intenta reanimarlo, pero no puede, luego se va.
En invierno, la policía aparece e informa a su madre, Sylvie (Géraldine Pailhas), sobre la prostitución de Isabelle y la muerte de Georges. Sylvie se enfurece y abofetea repetidamente a Isabelle antes de disculparse y castigarla. Isabelle se ve obligada a prestar declaración a la policía. Ella dice que un hombre en la calle se le acercó por primera vez para tener sexo por dinero, pero lo encontró repugnante. Después de ver un informe sobre estudiantes que ganaban dinero como prostitutas, creó un sitio web, compró un segundo teléfono y comenzó su negocio. Como menor de edad ella es la víctima y no será imputada, pero su madre se quedará con el dinero. Sylvia lleva a Isabelle a ver a un terapeuta (Serge Hefez) para que la ayude a lidiar con lo que sucedió, incluida su culpa porque cree que fue ella quien mató a Georges.
Después de que Isabelle deja la prostitución, vive una vida adolescente normal y trabaja como niñera. En primavera, conoce a Álex (Laurent Delbecque) en una fiesta y comienzan a salir. Tienen sexo y ella tiene que ayudarlo. Luego rompe con Álex diciendo que no lo ama. Isabelle reactiva la tarjeta SIM de su teléfono y revisa los mensajes de los antiguos clientes de Lea. La viuda de Georges, Alice (Charlotte Rampling), encontró el número de Lea en la libreta de direcciones de su esposo y solicitó una cita en el hotel. Cuando llega, Alice explica la situación y dice que quiere ver la habitación y conocer a la chica con la que estaba Georges cuando murió. No culpa a Isabelle porque sabía que él veía a otras mujeres, estaba enfermo y piensa que morir haciendo el amor es una muerte hermosa. Van a la habitación y Alice le dice a Isabelle que se deje la ropa puesta y se acueste con ella en la cama. Isabelle dice que ella también necesitaba venir aquí. Alice acaricia amablemente el rostro de Isabelle; ella se queda dormida y más tarde se despierta sola luciendo más en paz.

## Reparto
- Marine Vacth como Isabelle

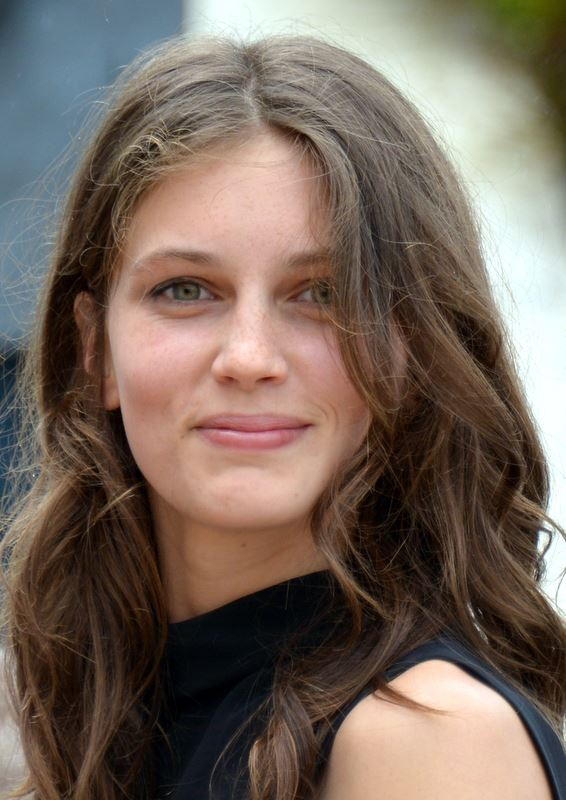
Marine Vacth la protagonista principal de la película

- Johan Leysen como Georges Ferriere, cliente de Isabelle
- Frédéric Pierrot como Patrick, padrastro de Isabelle
- Géraldine Pailhas como Sylvie, madre de Isabelle
- Jeanne Ruff como Claire, la mejor amiga de Isabelle
- Nathalie Richard como Véronique
- Charlotte Rampling como Alice Ferriere, la viuda de Georges
- Akéla Sari como Mouna
- Lucas Prisor como Félix, un turista alemana
- Fantin Ravat como Víctor, el hermano de Isabelle
- Laurent Delbecque como Álex, el novio de Isabelle
- Carole Franck como oficial de policía
- Liana Zabeth como alumna del Lycée Henri-IV
- Rachel Khan como asistente de laboratorio

## Producción
El título de la película hace referencia a la revista francesa Jeune et Jolie, dirigida a chicas jóvenes de entre quince y veinticuatro años de finales de los años ochenta.
Según Var-Matin, François Ozon y su equipo comenzaron a rodar en junio de 2012 en Le Pradet en el departamento de Var hasta agosto de 2012. En cuanto a las escenas de la escuela secundaria y sus alrededores, fueron rodadas en París en el Lycée Henri-IV en el V Distrito, en el corazón del Barrio Latino donde el director había estudiado.

## Recepción

### Respuesta de la crítica

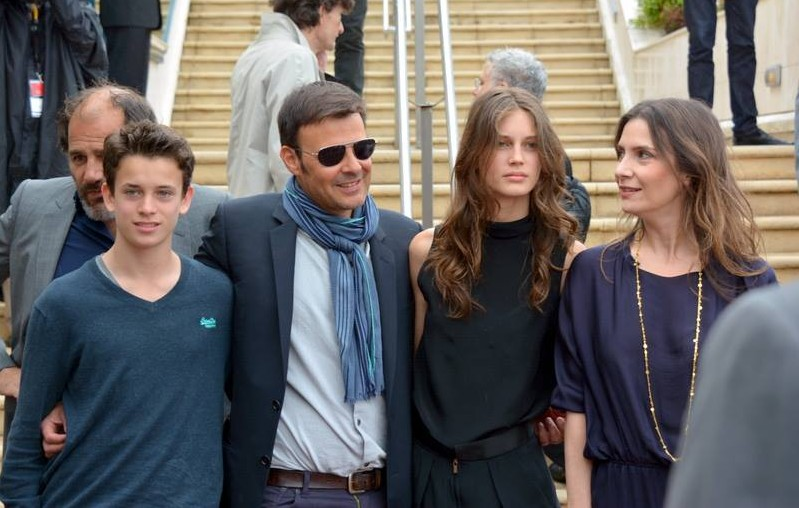
François Ozon (segundo desde la izquierda) con Fantin Ravat, Marine Vacth y Géraldine Pailhas en el Festival de Cine de Cannes de 2013. Frédéric Pierrot se puede ver detrás de Ravat.

Tras su estreno en el Festival Internacional de Cine de Cannes de 2013, la película recibió elogios de la crítica. David Rooney de The Hollywood Reporter elogió el personaje principal interpretado por Vacth y predijo que la película «atraería su mayor exposición en el radar del casting». Al hacer comparaciones con la película En la casa de François Ozon de 2012, Rooney escribió: «[A] diferencia del juguetón cuasi-thriller hitchcockiano, Joven y hermosa es a la vez más carnal y más sobrio, lo que sugiere el peligro y la fragilidad inherentes a la experimentación del personaje central mientras se mantiene la intensidad dramática atenuada». Leslie Felperin de la revista Variety señaló que la película era «un estudio matizado y emocionalmente templado de una juventud precoz» y agregó que «su elegante ejecución ganará una cálida consideración [y el] tema debería atraer al público en las casas de arte de todo el mundo».
Derek Malcolm del London Evening Standard  escribió que Ozon tuvo éxito en «dirigir a la delgada y llamativa Vacth a través de una serie de escenas de sexo, y también mostrando cómo la chica realmente no sabe lo que está haciendo, incluso cuando tiene bastante experiencia en el arte de la seducción». Si bien agradeció la película en su conjunto, Peter Bradshaw de The Guardian señaló que la película era una «fantasía lujosa del florecimiento de una chica: una fantasía muy francesa y muy masculina, como el episodio piloto de la telenovela con más clase del mundo».
La página web agregadora de críticas Rotten Tomatoes le da a la película una puntuación del 73% según las reseñas de 82 críticos, con una calificación promedio de 6.74/10. El consenso del sitio dice: «Es posible que Ozon no explore sus temas tan completamente como debería, pero Joven y bonita plantea suficientes preguntas intrigantes, y presenta una actuación lo suficientemente fuerte de Marine Vatch, para compensar sus frustraciones». En el sitio web de reseñas Metacritic, la película tiene una puntuación de 63 sobre 100, según las reseñas de 27 críticos, lo que indica «críticas generalmente favorables».

### Premios y nominaciones
| Año  | Premio / Festival de Cine                       | Categoría                          | Nominado          | Resultado | Ref.   |
| ---- | ----------------------------------------------- | ---------------------------------- | ----------------- | --------- | ------ |
| 2013 | Festival Internacional de Cine de Cannes        | Palma de Oro                       | François Ozon     | Nominada  |        |
| 2013 | Festival de Cine de París                       |                                    | François Ozon     | Nominada  |        |
| 2013 | Festival Internacional de Cine de Toronto       | Presentaciones Especiales          | François Ozon     | Nominada  |        |
| 2013 | Festival Internacional de Cine de Vancouver     |                                    | François Ozon     | Nominada  |        |
| 2013 | Festival Internacional de Cine de San Sebastián | Premio Otra Mirada                 | François Ozon     | Ganadora  | [ 18 ] |
| 2014 | Festival Internacional de Cine de Palm Springs  | Maestros modernos                  | François Ozon     | Nominada  |        |
| 2014 | Premios César                                   | César a la mejor actriz secundaria | Géraldine Pailhas | Nominada  | [ 19 ] |
| 2014 | Premios César                                   | César a la mejor actriz revelación | Marine Vacth      | Nominada  | [ 19 ] |

### Espectadores
El día de su estreno nacional, la película ocupó inmediatamente el primer lugar con 1788 entradas vendidas solo en París, por delante de títulos como Kick-Ass 2 de Jeff Wadlow (1078 entradas) y The Conjuring de James Wan (744 entradas).
La película finalmente logró atraer a 682.484 espectadores a los cines de Francia.

## Banda sonora
François Ozon vuelve a colaborar con el compositor Philippe Rombi para la música de la película. Además, añadió a la banda sonora cuatro canciones de Françoise Hardy: L'amour d'un garçon (1963), À quoi ça sert (1968), Première rencontre (1973) et Je suis moi (1974) en las cuatro estaciones en las que se desarrolla la película, esta es la tercera vez que utiliza este principio después de sus películas Gotas de agua sobre piedras calientes y 8 mujeres.
Lista de canciones
| N.º   | Título                          | Duración |  |
| 1.    | «Midnight City»                 | 2:13     |  |
| 2.    | «L’amour d'un garçon»           | 2:11     |  |
| 3.    | «True Romance (Gigamesh remix)» | 4:52     |  |
| 4.    | «Poison Lips»                   | 3:52     |  |
| 5.    | «The Sense of Me»               | 2:34     |  |
| 6.    | «Chambre 6095»                  | 4:19     |  |
| 7.    | «À quoi ça sert»                | 3:29     |  |
| 8.    | «Young Americans»               | 4:09     |  |
| 10.   | «Baptism»                       | 4:12     |  |
| 11.   | «Première rencontre»            | 2:49     |  |
| 12.   | «Jeune et Jolie»                | 4:39     |  |
| 13.   | «Je suis moi»                   | 4:38     |  |
| 48:00 |                                 |          |  |